# Nationalstadion (Tokio, 2019)
Das Nationalstadion (japanisch 国立競技場, Kokuritsu kyōgijō; englisch Japan National Stadium; bis Dezember 2019 Neues Nationalstadion (新国立競技場, Shin kokuritsu kyōgijō); während der Olympischen Sommerspiele 2021 Olympiastadion) ist ein Rugby- und Fußballstadion mit Leichtathletikanlage in Kasumigaoka im Bezirk Shinjuku der japanischen Hauptstadt Tokio. Die Anlage im Westen der Stadt wurde als Hauptaustragungsort der Olympischen Sommerspiele und der Sommer-Paralympics konzipiert. Es wurde auf dem Grund des alten Nationalstadions von 1958 errichtet.

## Geschichte

### Erster Entwurf
Im Zuge der Bewerbung Tokios für die Olympischen Sommerspiele 2020 wurde auch ein neues, modernes Olympiastadion geplant. 2012 wurde ein internationaler Designwettbewerb gestartet. Insgesamt 46 Entwürfe wurden ins Rennen geschickt. Das Japan Sport Council gab als Vorgaben für das Stadion 80.000 Plätze, Erfüllung der höchsten Anforderungen für Olympische Spiele sowie Endspiel der Fußball-Weltmeisterschaft, verschieb- und versenkbare Zuschauerränge und ein schließbares Dach für insgesamt 130 Milliarden Yen (rund eine Milliarde Euro) vor.
Im November 2012 wurde aus den elf übrig gebliebenen Finalisten der Entwurf des in London ansässigen Architekturbüros Zaha Hadid Architects (ZHA) ausgewählt. Das Design erinnerte auf den ersten Blick an einen modernen Fahrradhelm. Der Siegerentwurf fand nicht nur Zustimmung. Kritiker argumentierten, dass der Vorschlag nicht in die Landschaft Tokios, besonders in die Umgebung, passen würde. Zudem sprengte er den vorgegebenen Kostenrahmen mit bis zu 300 Milliarden Yen (rund 2,33 Milliarden Euro) deutlich. Nach der Kritik wies das Japan Sport Council an, die Pläne zu überarbeiten und die Kosten zu senken. Die Gesamtfläche wurde um rund zehn Prozent reduziert und die Stadionhöhe um fünf Meter gesenkt. Damit sanken im Mai 2014 die Kosten auf 162,5 Milliarden Yen (ca. 1,26 Milliarden Euro).
Ende Juni 2015 bestätigte der japanische Bildungs- und Sportminister Hakubun Shimomura, dass die geschätzten Baukosten, trotz versuchter Reduzierung, bei mittlerweile 252 Milliarden Yen (fast zwei Milliarden Euro) lagen. Dabei wurden die Kosten für das schließbare Dach, das später eingebaut werden sollte, und die mittlerweile gestrichenen verschieb- und versenkbaren Tribünen nicht eingerechnet. Daraufhin stoppte Premierminister Shinzō Abe Mitte Juli die bisherigen Planungen aufgrund der ausufernden Kosten des Projektes. Es musste ein neues Auswahlverfahren geben.

### Zweiter Entwurf
Im November 2015 legte die japanische Regierung die Kostenobergrenze für das neue Nationalstadion auf 155 Milliarden ¥ (1,3 Milliarden Euro) fest. Zu diesem Zeitpunkt waren noch zwei Vorschläge für den Entwurf und Bau im Rennen. Zum einen der Architekt Kengo Kuma mit dem Unternehmen Taisei, zum anderen die Konzerne Takenaka, Shimizu Kensetsu und der Ōbayashi-gumi mit Architekt Toyo Ito.
Kurz vor Weihnachten 2015 fiel die Wahl auf den Entwurf von Kengo Kuma. Dies verkündete Premierminister Shinzō Abe am 22. Dezember. Nach dem Ende für den ersten Entwurf von Zaha Hadid hatten die Bewerber nur 14 Wochen Zeit, um die neuen Pläne einzureichen. Zur Ausarbeitung des endgültigen Konzepts wurden mehrere Monate eingeplant, bevor der Bau Anfang 2017 starten sollte. Aufgrund der Form des Stadionentwurfs erhielt er anfangs den Spitznamen „Hamburger“.

### Rugby-Union-Weltmeisterschaft 2019
Das Einstampfen der ersten Baupläne Mitte Juli 2015 brachte auch die Organisatoren der Rugby-Union-Weltmeisterschaft 2019 in Schwierigkeiten. Der Neubau war auch als wichtiger Austragungsort der Weltmeisterschaft in Japan, u. a. für das Endspiel, vorgesehen. Die Verzögerung durchkreuzte dieses Vorhaben und es musste eine Lösung des Problems gefunden werden.
Am 28. September 2015 genehmigte der internationale Dachverband World Rugby die Neuplanungen für die Weltmeisterschaft. Das Tokyo Stadium in Chōfu, Präfektur Tokio, nahm den Platz des neuen Olympiastadions ein. Es war Schauplatz der Eröffnungsfeier und des Eröffnungsspiels. Das International Stadium Yokohama war der Austragungsort des Endspiels.

### Bau
Am 11. Dezember 2016 wurde in Anwesenheit von Premierminister Shinzō Abe der erste Spatenstich für das Nationalstadion ausgeführt und der Bau offiziell gestartet. Schon Anfang des Monats begann man das Baugelände für die Errichtung vorzubereiten. Die ausführenden Unternehmen hatten für die Fertigstellung 36 Monate Zeit.
Wie erst im Oktober 2017 durch die Arbeitsaufsichtsbehörde in Shinjuku öffentlich wurde, beging ein 23-jähriger Bauarbeiter, der bei der Sanshin Corporation angestellt war, im März des Jahres wegen Überbelastung Suizid. Nach einer Prüfung stellte sich heraus, dass er im letzten Monat mehr als 190 Überstunden geleistet hatte. Aufgrund der körperlicher und geistigen Erschöpfung wurde der Mann depressiv (siehe auch Karōshi). Am 2. März wurde er als vermisst gemeldet. Seine Leiche wurde später in der Präfektur Nagano gefunden.
Rund ein Jahr nach Baubeginn zeigte die Errichtung im Januar 2018 große Fortschritte. Nach den vorherigen Verzögerungen lag man im Zeitplan für eine pünktliche Übergabe des Stadions. Bis Mai 2017 dauerten die Aushubarbeiten an. Bis zum September des Jahres folgten die Tiefbauarbeiten. Ab September 2017 wurde mit der Errichtung der Beton- und Stahlkonstruktion begonnen. Die Ostseite hatte schon ihre spätere Höhe erreicht. Für den 18. Februar 2018 war der Start der Montage des Daches festgelegt. Die Überdachung aus Stahlrohr und Holz aus Zeder sowie Lärche hat ein Gewicht von 19.000 Tonnen. Sie teilt sich in 108 Segmente auf, die 60 Meter breit, 15 Meter lang sind und bis 180 Tonnen wiegen können. Aufgrund des fehlenden Platzes konnten nur maximal 14 Teile auf einmal verbaut werden. Das Dach erreicht eine Höhe von fast 50 Meter. Nach Entfernung der Stützen senkte es sich um etwa 50 Zentimeter ab und liegt letztendlich bei 47,4 Meter. Nach dem Heben des Daches wurde im Februar auch mit dem Innenausbau begonnen, der bis zur Fertigstellung andauerte. Die Außenarbeiten starteten im April 2018. Die außenliegenden Gänge wurden mit Holz verkleidet und mit Bäumen und Sträuchern bepflanzt. Anfang 2018 waren 1.300 Arbeiter auf der Baustelle beschäftigt, bis zum Sommer wären auch 2.500 bis 3.000 Arbeiter möglich gewesen. Das Japan Sport Council schätzte, dass am Bau des Nationalstadions insgesamt bis zu zwei Millionen Menschen, in der Vorfertigung oder auf der Baustelle, beteiligt sein werden.
Im Mai 2018 gab das IOC die Liste der Fußballstadien für die Olympischen Sommerspiele in Tokio bekannt. Das Nationalstadion ist als eines von sieben Spielstätten (International Stadium Yokohama, Ajinomoto-Stadion, Sapporo Dome, Miyagi Stadium, Kashima Soccer Stadium und Saitama Stadium 2002) vorgesehen. Während die Hauptstruktur des Neubaus im Juli 2018 fertig war, liefen die Arbeiten am Dach und der hölzernen Fassade weiter.
Anfang 2019 war der Bau ohne Verzögerungen im Zeitplan für den Abschluss der Arbeiten im November des Jahres. Die Errichtung des Daches war weit fortgeschritten. Dessen Fertigstellung war für den Mai 2019 vorgesehen. Erste Sitze wurden auf den Rängen montiert. Die Kosten des Stadions waren leicht gestiegen. Die ursprünglich geplante Summe von 148,4 Milliarden Yen musste um 2,9 Milliarden auf 151,3 Milliarden Yen (rund 1,21 Milliarden Euro) angehoben werden.
Am 17. Mai 2019 bestätigte das Japan Sport Council (JSC) die Fertigstellung des Stadiondaches. Es war das schwierigste Element bei der Errichtung des Olympiastadions von 2020.

### Eröffnung
Mitte Oktober 2018 gab die Japan Football Association (JFA) den geplanten Zeitpunkt für die Eröffnung bekannt. Am 19. November 2019 teilte das JSC den Abschluss der Bauarbeiten mit. Nach einer Inspektion wurde das Stadion am 30. November dem JSC übergeben. Die Eröffnung erfolgte am 21. Dezember 2019 im Rahmen einer Eröffnungszeremonie mit der Anwesenheit von u. a. Premierminister Abe und Gouverneurin Yuriko Koike. Hiermit wurde das Stadion von Neues Nationalstadion in Nationalstadion umbenannt. Das erste Spiel war das Finale des Kaiserpokals 2019 am 1. Januar 2020.

## Konzept
Das Nationalstadion soll sich in die Natur einfügen. Um das Stadion entsteht eine Parklandschaft mit vielen Bäumen. Die offene Fassade ist mit einer umlaufenden Begrünung ausgestattet und soll die Belüftung des Stadioninneren fördern. Beim Bau wurde auf den Einsatz natürlicher Materialien wie Holz geachtet. Für die fachwerkartige Dachkonstruktion aus Stahlrohr kam auch Balkenschichtholz aus Zedern- und Lärchenholz zum Einsatz. Hölzer wurden auch für die Fassade, den Innenraum wie die Umkleidekabinen und Logen eingeplant. Das Holz kommt aus allen 47 Präfekturen des Landes.

## Weitere Nutzung
Mitte Juli 2022 vergab das Exekutivkomitee des Weltverbandes World Athletics in Eugene, Oregon, die Leichtathletik-Weltmeisterschaften 2025 an die japanische Hauptstadt. Für die Wettkämpfe ist das Olympiastadion von 2021 vorgesehen.

## Baugalerie

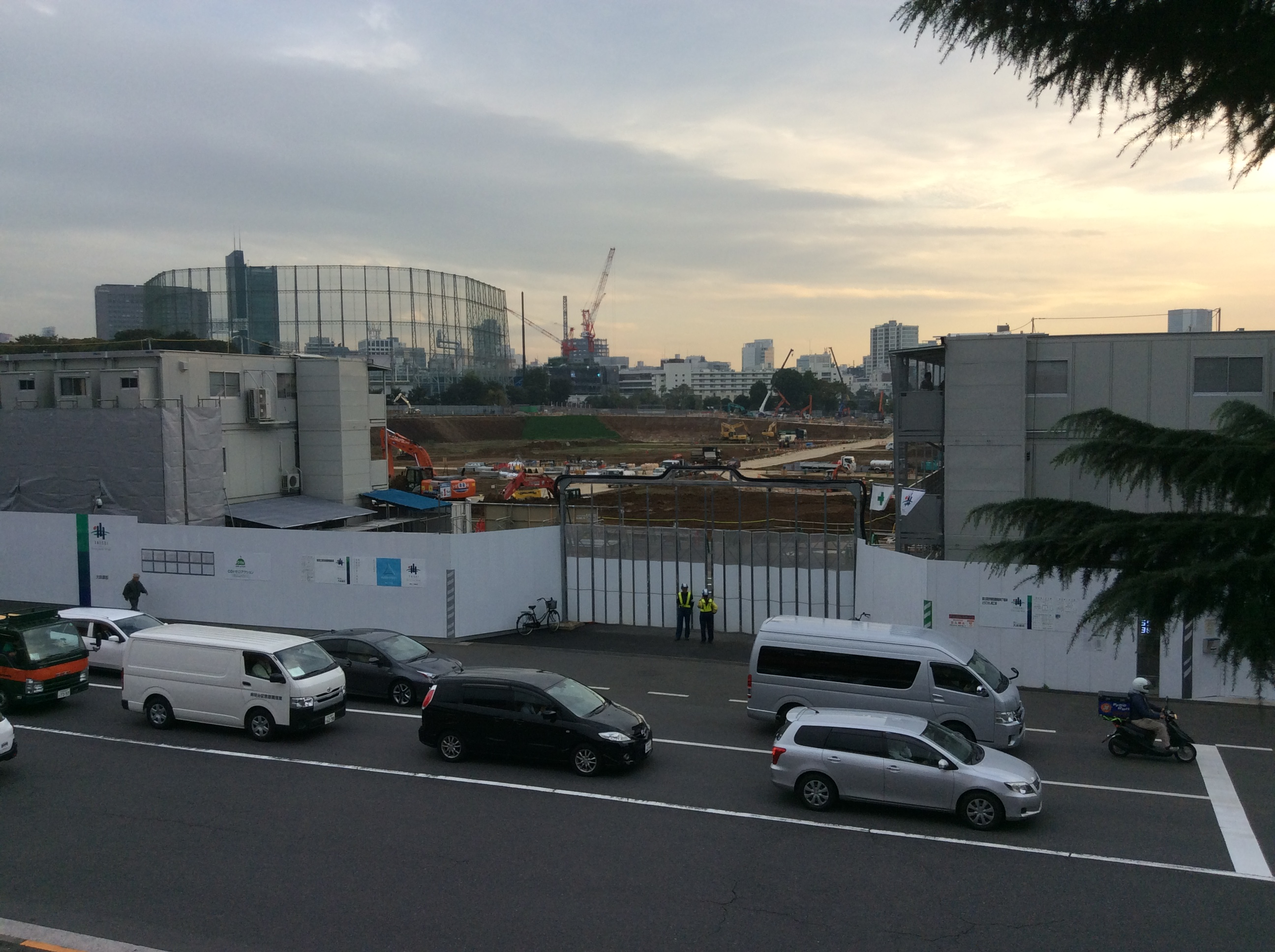
Die Grundfläche des Stadions vor Baubeginn im November 2016
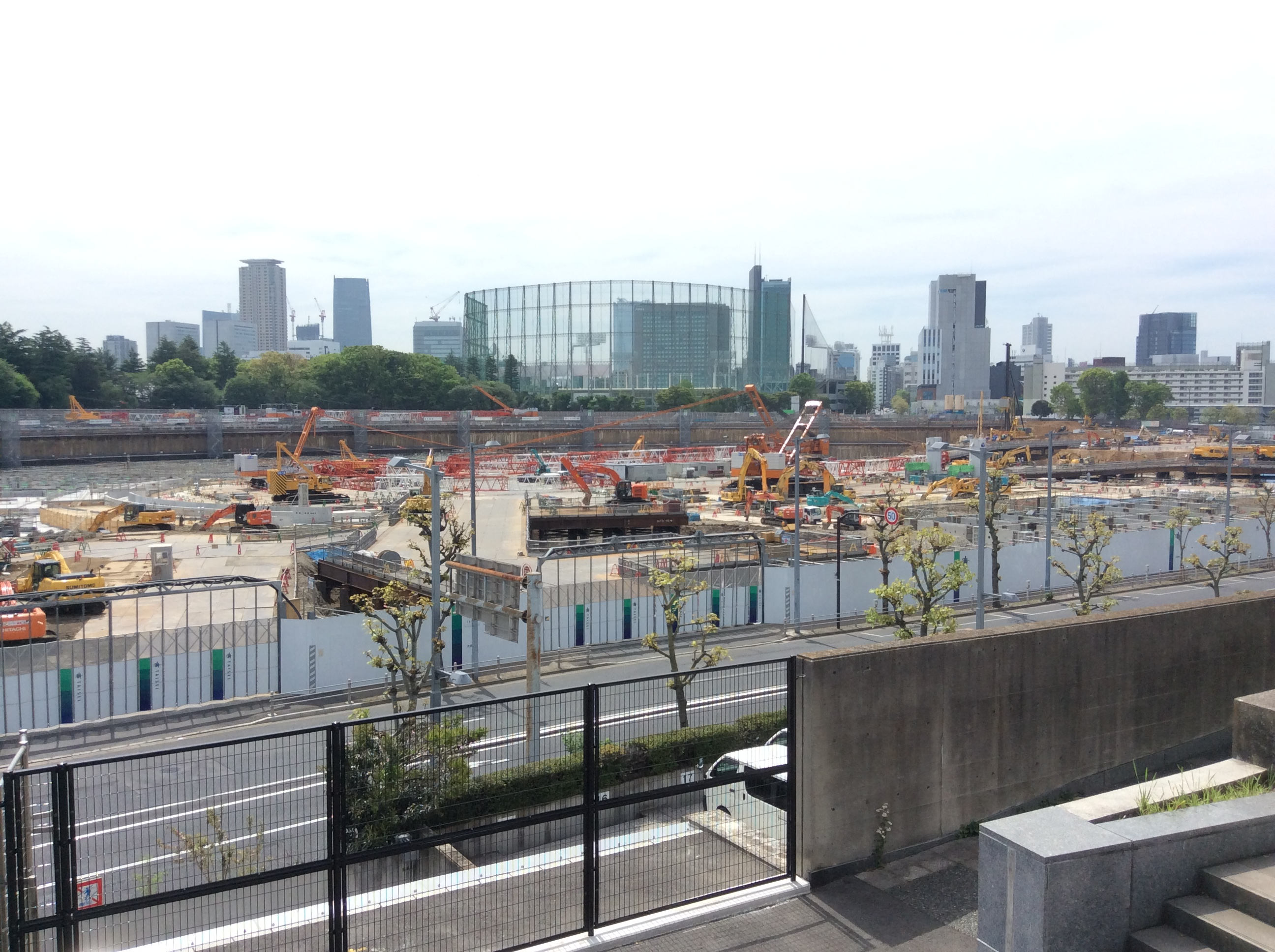
Mai 2017
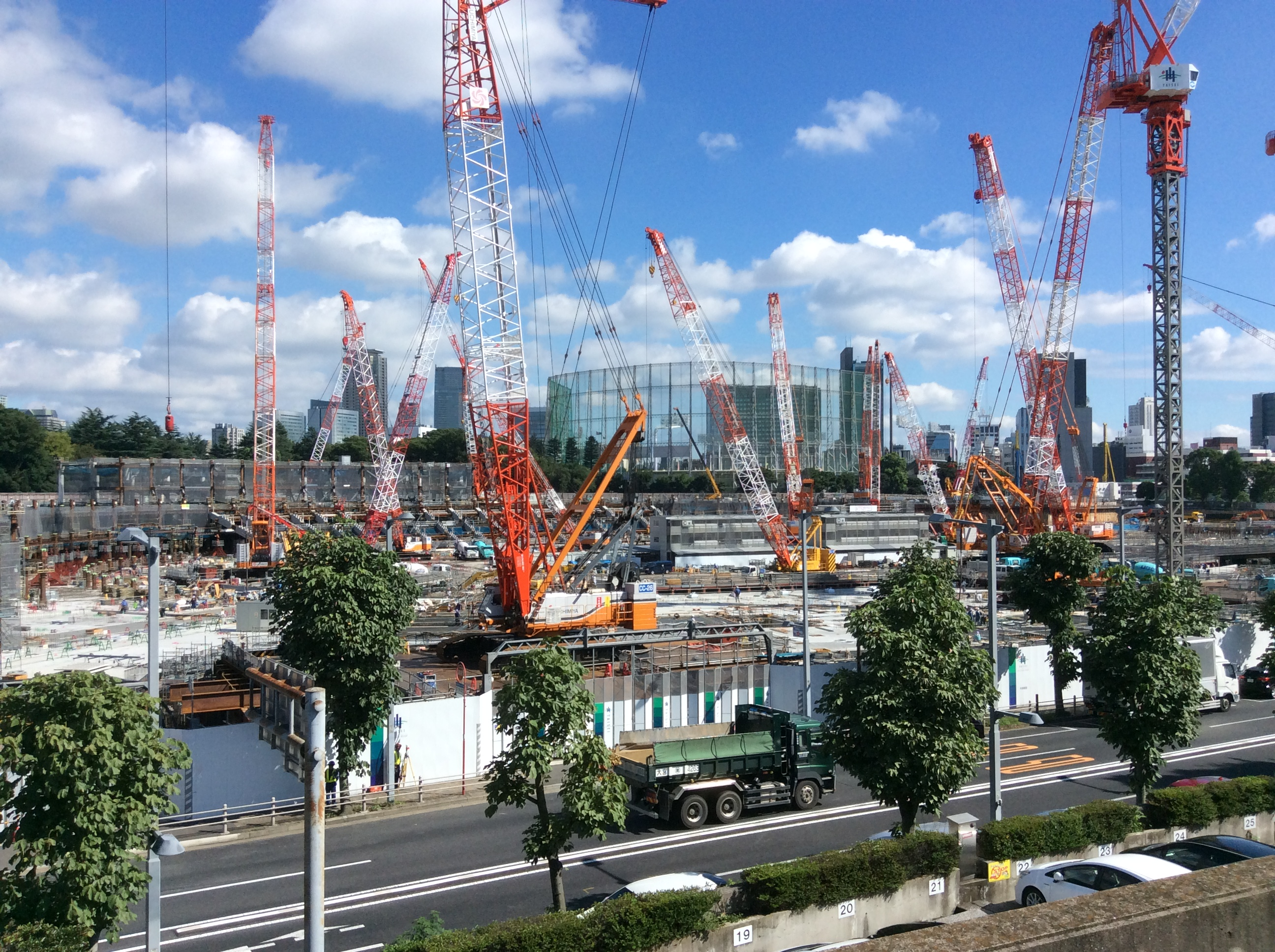
September 2017
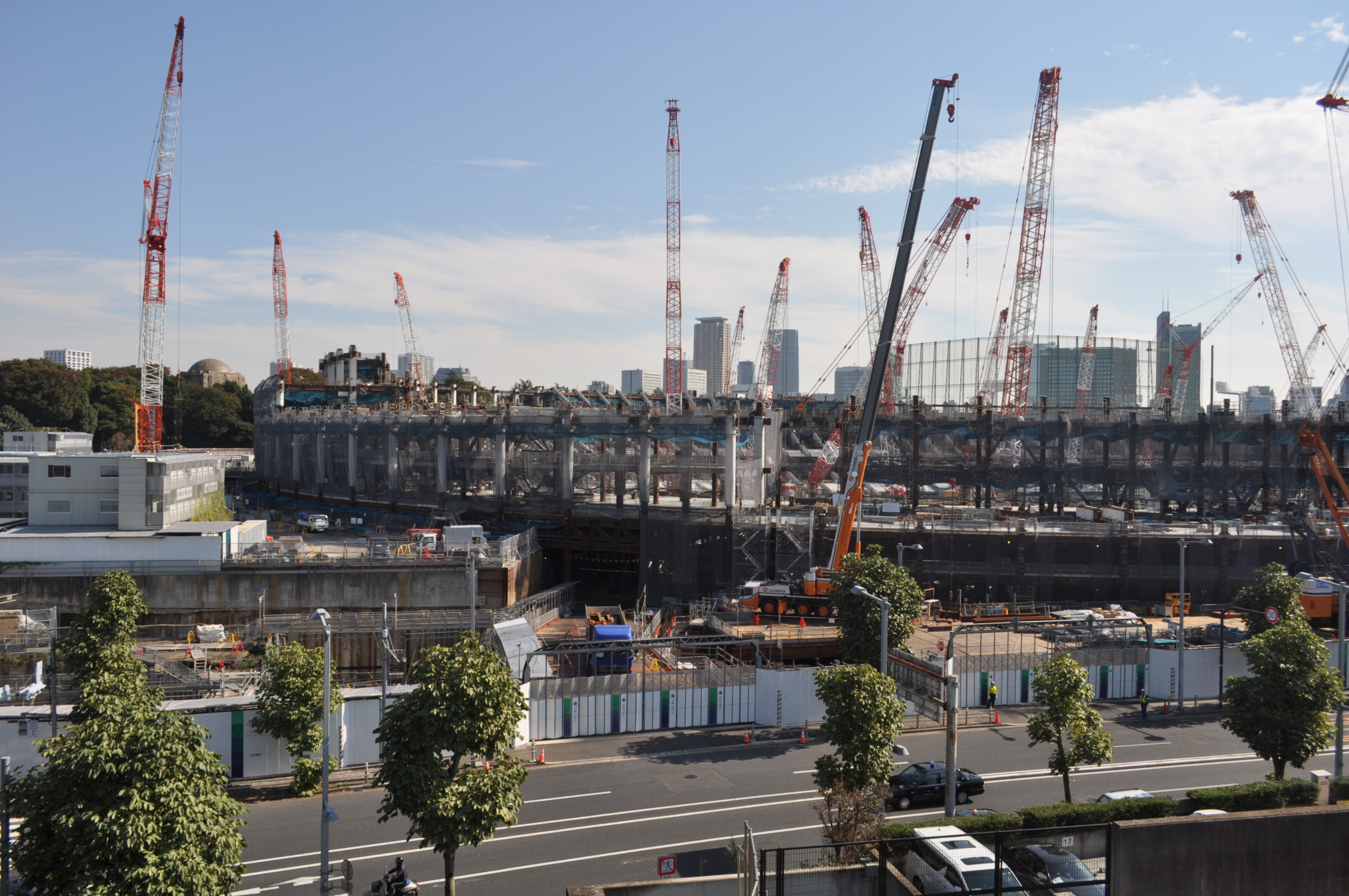
November 2017
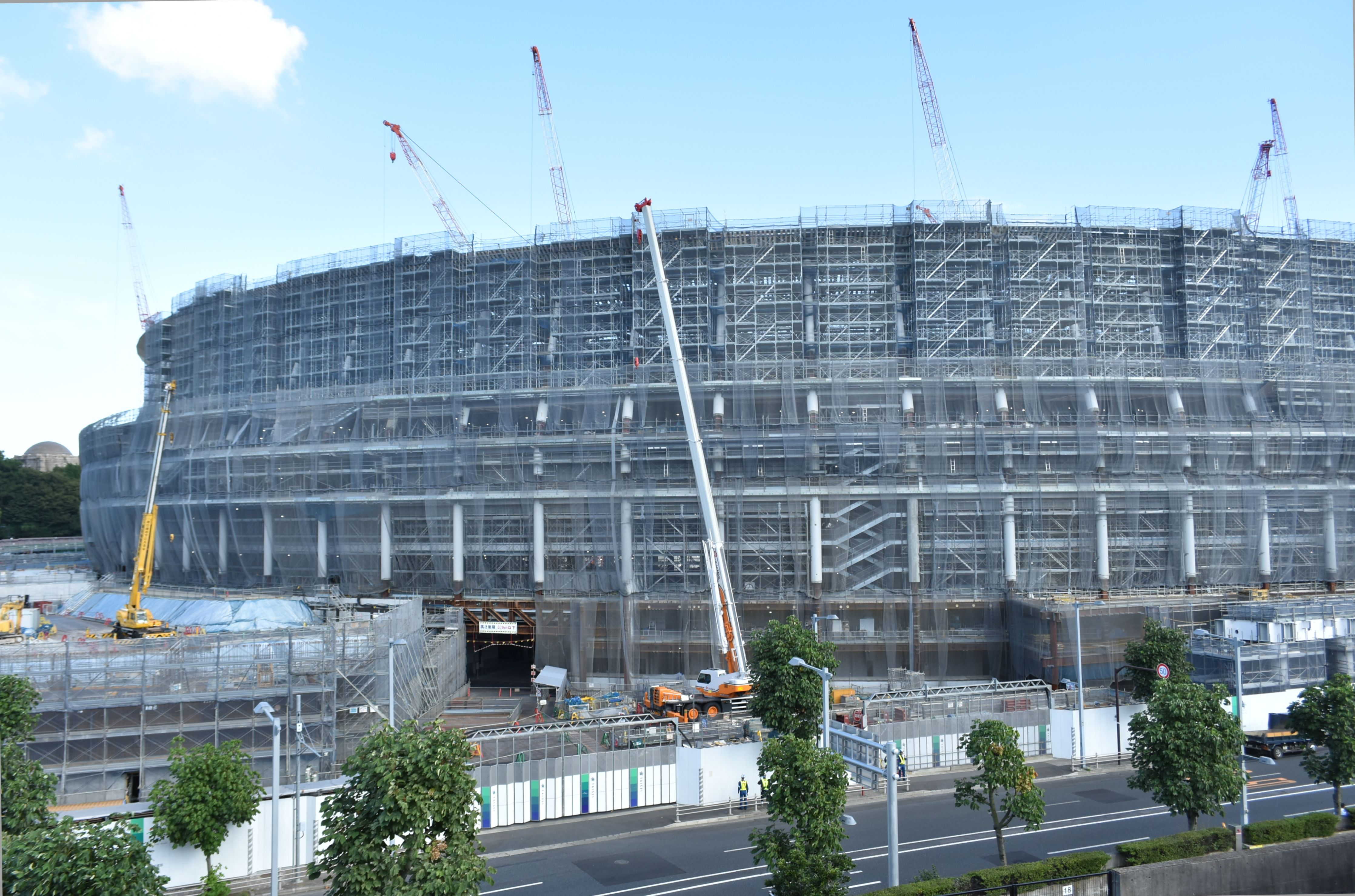
April 2018
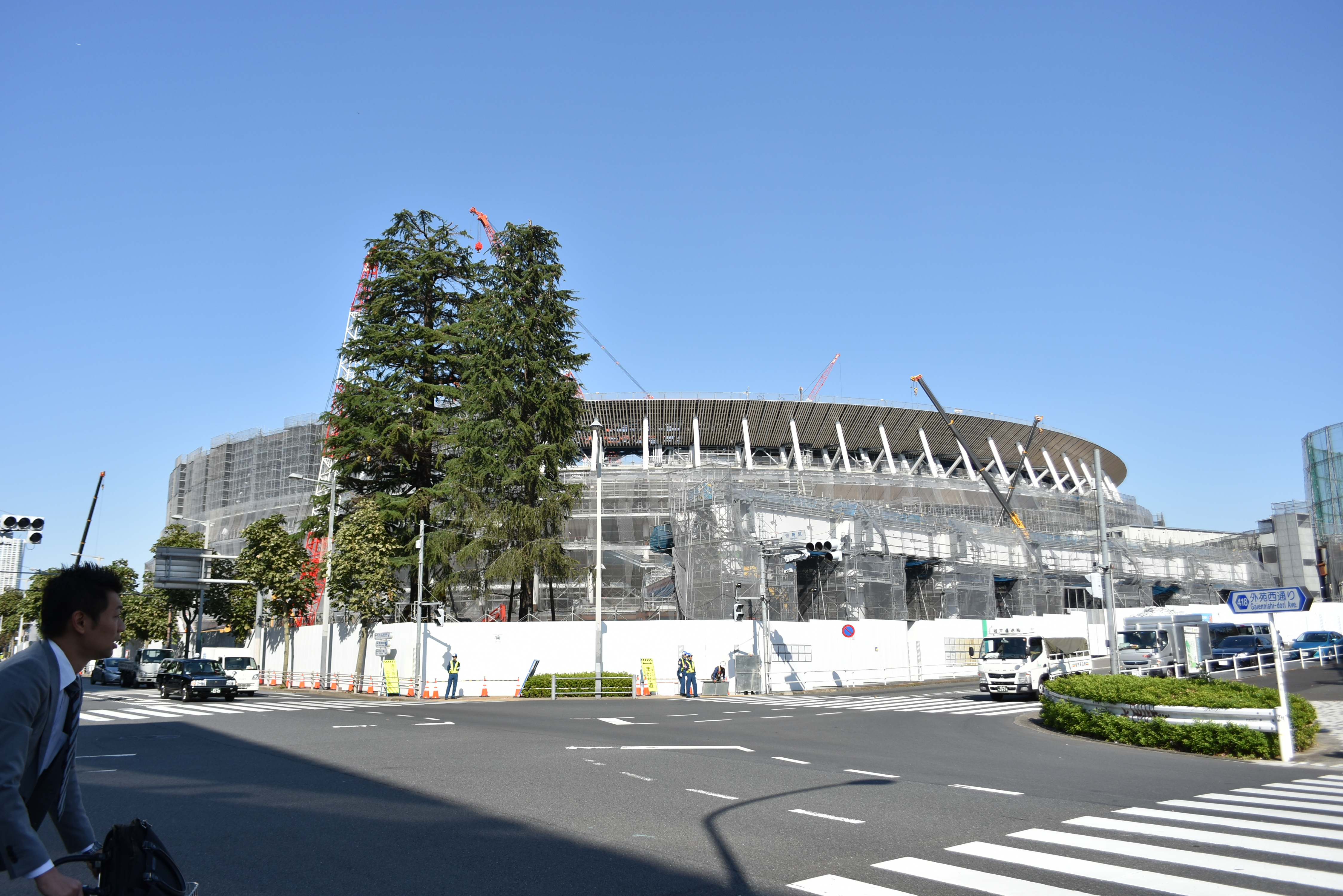
Blick auf Teile der hölzernen Dachkonstruktion im Oktober 2018
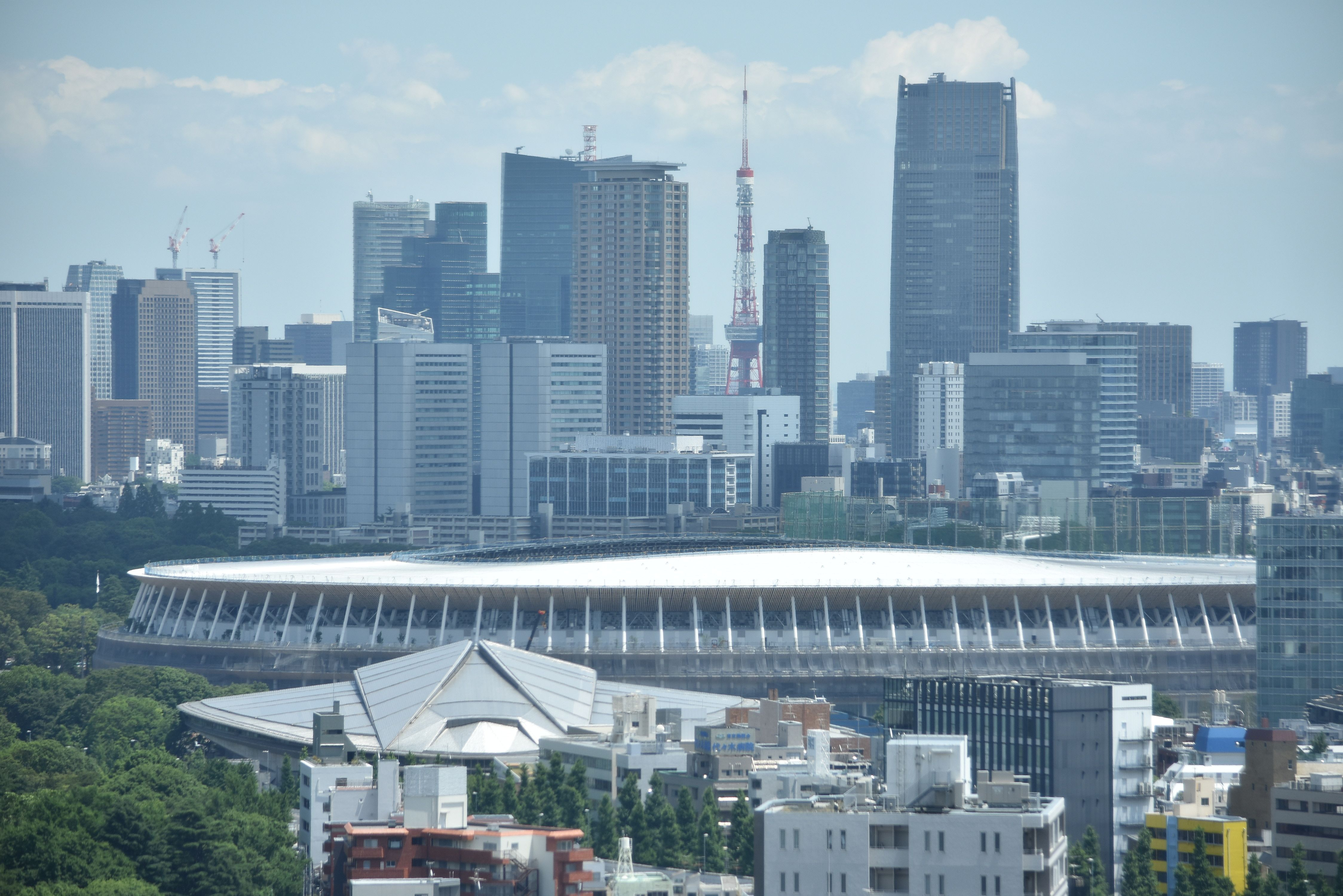
Die Dachkonstruktion aus der Ferne im Mai 2019
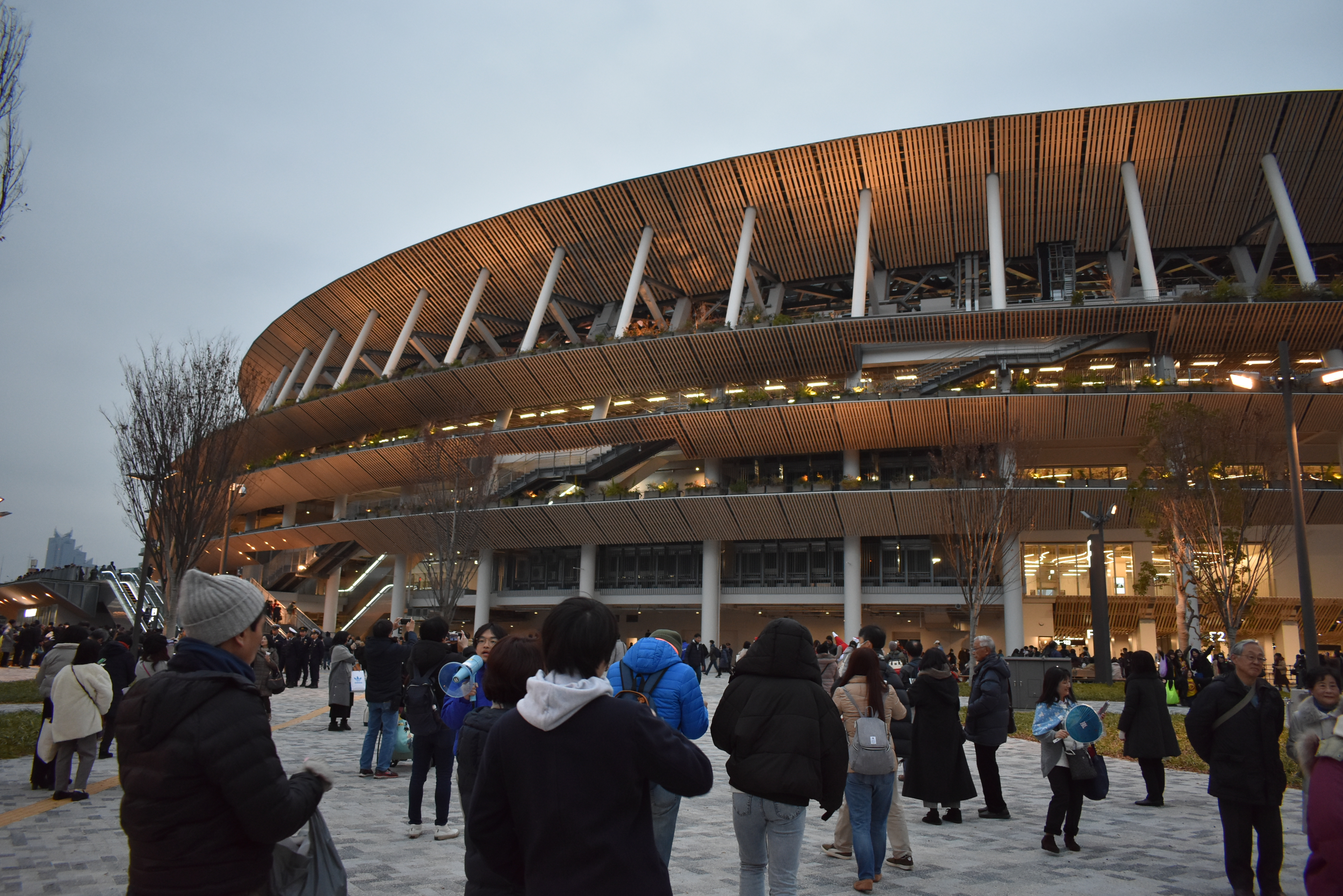
Nahaufnahme eines Eingangsbereichs nach der Fertigstellung im Dezember 2019
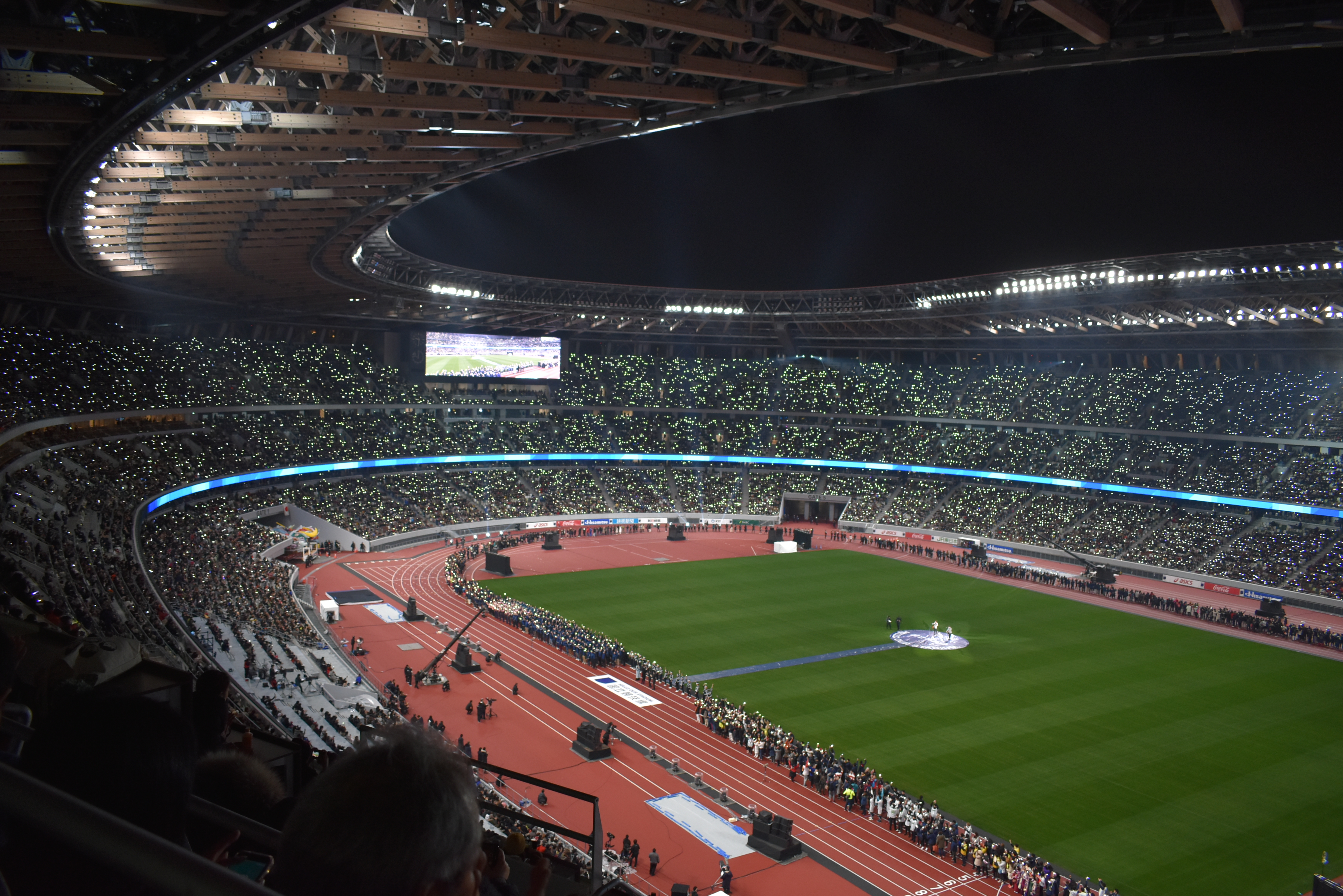
Innenraum im Dezember 2019